# Jorginho do Trompete
Jorge Alberto de Paula (Porto Alegre, 26 de junho de 1967), mais conhecido como Jorginho do Trompete, é um trompetista brasileiro.

## Carreira
- Profissionalmente, Jorginho do Trompete é músico da Banda Municipal de Porto Alegre desde 1999.
- Em 1999 gravou um CD de música instrumental com composições próprias. O show de lançamento foi em agosto daquele ano, no Teatro Renascença, em Porto Alegre.
- Durante vários anos foi 1º trompete da Orquestra Porto Alegre de Espetáculos, conduzida pelo maestro Garoto.
- Jorginho do Trompete e CIA Paulista gravaram DVD de música instrumental, no ano de 2005, com shows realizados no SESC, em São Paulo. A CIA Paulista é integrada por músicos como Sizão Machado, João Cristal e Celso Almeida. Contou ainda com a participação do trombonista François de Lima.
- Com o violonista Guinga, Jorginho do Trompete foi à Itália, nos anos de 2004 e 2005, realizando shows com grande aceitação do público.
- Gravou CD com o músico regionalista Renato Borghetti.
- Em 2004 foi convidado pela Orquestra Theatro São Pedro para um show especial, onde foi o solista.
- Participou do Programa do Jô, na Rede Globo, como integrante convidado do sexteto do Jô e como solista, no ano de 2005.
- Gravou CD e DVD com o músico e compositor Antônio Villeroy, em 2006.
- No Theatro São Pedro, gravou CD ao vivo com Nei Lisboa, consagrado intérprete gaúcho.
- Jorginho do Trompete foi premiado com o Troféu Açorianos de Música, como melhor instrumentista, nos anos de 1992, 1993, 1994, 1995 e 1996.
- No Festival Moenda da Canção, realizado em Santo Antônio da Patrulha, foi consagrado como melhor instrumentista.
- Participou de Festivais de Verão, na França, nos anos de 1996, 1997 e 1998.
- Participou do Festival Internacional de Jazz "La Pataia" (Punta Del Este - Uruguai)Com a participação de Paquito D'Rivera e Clark Terry.
- Inúmeras gravações com artistas dos mais variados gêneros.
- Em 2006, no Rio de Janeiro e em São Paulo, realizou shows com Márcio Montarroyos.
- Foi músico convidado para participar do 2º Encontro Internacional de Metais, de 18 a 21 de outubro de 2007, em Tatuí-SP, onde fez uma apresentação com a Sam Jazz.

Jorginho atuou vários anos como músico de bandas de samba e samba rock, tendo a oportunidade de acompanhar músicos como Branca di Neve; Bebeto; Dhema; Reinaldo e tantos outros.

## Prêmios e indicações

### Prêmio Açorianos
| Ano  | Categoria               | Indicação            | Resultado |
| ---- | ----------------------- | -------------------- | --------- |
| 1991 | Instrumentista          | Jorginho do Trompete | Venceu    |
| 1993 | Instrumentista de Sopro | Jorginho do Trompete | Indicado  |
| 1996 | Instrumentista de Sopro | Jorginho do Trompete | Indicado  |
| 1997 | Instrumentista de Sopro | Jorginho do Trompete | Indicado  |
| 1998 | Instrumentista de Sopro | Jorginho do Trompete | Venceu    |
| 1999 | Instrumentista de MPB   | Jorginho do Trompete | Indicado  |